# Комардёнков, Василий Петрович

Интерьер экспозиции «Хвост кометы» в музее «Ростовский кремль» с картиной В. Комардёнкова «Стрелки» (фанера, масло, металл, 110х100 см., около 1920)

Василий Петрович Комардёнков (1897—1978) — живописец-авангардист, график, художник театра и кино.

## Биография
Родился 11 апреля 1897 года в Москве в семье каменщика и белошвейки. В 1902 году после смерти отца финансовое состояние семьи ухудшилось, и мать будущего художника стала работать прислугой в доме врача, который в начале 1910-х годов помог получить начальное художественное образование — частные уроки у художника Дмитрия Щербиновского.
В 1912 году Комардёнков поступил в Строгановское художественно-промышленное училище, а затем — в Московское училище живописи, ваяния и зодчества. В 1914 году Комардёнков начал работать художником сцены в Оперном театре Зимина в Москве. С 1918—1925 гг. служил в Московском Камерном театре А. Я. Таирова.
В 1927 году художник разработал эскизы костюмов и декораций для спектакля «Сон в летнюю ночь» по пьесе Уильяма Шекспира в Государственном драматическом театре им. Ивана Франко в Киеве.
С 1925 года начал работать в кино. За 14 лет, с 1925 по 1939 год, он участвовал в создании 29 кинокартин. Наиболее известная — лента «Подкидыш».
В 2010 году была выпущена цветная версия этого фильма, созданная в Лос-Анджелесе.
В 1946 работал преподавателем в Московском высшем художественно-промышленном училище (ранее Строгановское). 1971 году стал профессором и возглавил кафедру живописи.

## Выставки и аукционы
Работы Комардёнкова появились впервые в 1922 году на выставке русского авангарда при поддержке берлинской галереи Galerie van Diemen . В 1937 году художник участвовал во Всемирной выставке в Париже и был награждён серебряной медалью. В 2008 году его работы были представлены на выставке, посвященной русскому символизму, в Musée d’Ixelles (Иксель, Бельгия). Произведения художника находятся в Государственной Третьяковской галерее, Государственном Русском музее и Московском музее современного искусства.
Картины, созданные в 1920-30-е годы: гуашевый эскиз костюма «Купец» (1928), проданный за $3,200 в 2008 году, масляный рисунок на бумаге «На Дальнем Востоке» (1930-е), проданный за $2,030 в 2016 году, и живописная работа «Башня. Супрематическая композиция» (1920-е), проданная за $1,896 в 2018 году.
Средняя стоимость проданных произведений — $2,1 тыс., общая рыночная капитализация — $16,2 тыс.

## Работы
- «Эскиз чернильниц». 1914 г. Сергеевич-Посадский государственный историко-художественный музей-заповедник, Московская обл.
- «Вид монастыря с посадом». 1916 г. Дом антикварной книги — аукцион «В Никитском», Москва, 2018 г.
- «Красноармеец». 1919—1921 гг. Дом антикварной книги — аукцион «В Никитском», Москва, 2018 г.
- «Композиция по мотивам западной жизни». 1920 г. Частное собрание, Париж.
- «Изба». Эскиз декорации ко II действию пьесы «Мужичок» В. Я. Шишкова. Государственный центральный театральный музей им. А. А. Бахрушина, Москва.
- «Декоративный эскиз» (Эскиз декорации). 1919 г. Государственный Русский музей, Санкт-Петербург.
- «Раб». Эскиз костюма к комедии Плавта «Близнецы». 1920 г. Государственный центральный театральный музей им. А. А. Бахрушина, Москва.
- Эскиз афиши выставки плакатов. 1920—1930-е гг. Аукцион Besch Cannes Auction, Канны, Франция, 2019 г.
- «Стре́лки». 1920-е гг. Государственный Ростово-Ярославский архитектурно-художественный музей-заповедник.
- "Бандиты «Мексиканцы». 1920-е гг Нижегородский художественный музей.